# Morteza Jodadadi
Morteza Jodadadi (1 de enero de 1959) es un deportista iraní que compitió en judo. Ganó una medalla de bronce en los Juegos Asiáticos de 1986 en la categoría de –60 kg.

## Palmarés internacional
| Juegos Asiáticos | Juegos Asiáticos     | Juegos Asiáticos  | Juegos Asiáticos |
| Año              | Lugar                | Medalla           | Categoría        |
| ---------------- | -------------------- | ----------------- | ---------------- |
| 1986             | Seúl (Corea del Sur) | Medalla de bronce | –60 kg           |